# Ludwig von Jan

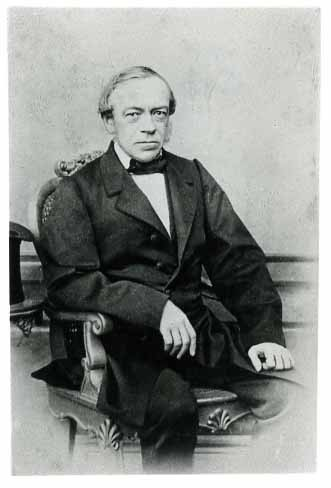
Ludwig von Jan

Ludwig von Jan (* 2. Juli 1807 in Castell (Unterfranken); † 11. April 1869 in Erlangen) war ein deutscher Klassischer Philologe und Gymnasialdirektor, der von 1833 bis 1862 am Gymnasium Ludovicianum (heute: Celtis-Gymnasium) in Schweinfurt unterrichtete und von 1862 bis 1869 das Gymnasium in Erlangen (heute: Gymnasium Fridericianum) leitete. Er trat mit wissenschaftlichen Arbeiten hervor, darunter grundlegende kritische Editionen der Schriften des Macrobius und der Naturalis historia des älteren Plinius. In Schweinfurt machte er sich außerdem um die Gründung des karitativen Hilfsvereins (Haus Marienthal) verdient.

## Leben
Ludwig von Jan war der Sohn des Juristen und gräflichen Kanzleidirektors Johann Christian Carl von Jan (1764–1819) und seiner Frau Sophie Karoline geb. Müller (1778–1855). Nach dem frühen Tod seines Vaters zog seine Mutter mit ihm nach Wertheim, wo Ludwig das Gymnasium besuchte. Vor seinem Studium absolvierte er eine zweite Reifeprüfung am Gymnasium zu Würzburg, um die spätere Aufnahme in den bayerischen Staatsdienst zu erleichtern. Am 1. Oktober 1825 nahm von Jan das Studium der Philologie in München auf, zunächst am Lyzeum, ab 1826 an der Ludwig-Maximilians-Universität, wo ihn besonders Friedrich Thiersch förderte und prägte. Auf seine Anregung beschäftigte sich von Jan mit der Naturalis historia des älteren Plinius, deren Erklärung und Textkritik damals ein dringendes Desiderat darstellte. Um eine zuverlässige Grundlage für die Beschäftigung mit diesem Werk zu schaffen, planten der Philologe Thiersch und der Naturwissenschaftler Lorenz Oken eine kommentierte Ausgabe der Naturalis historia, für die möglichst alle verfügbaren Handschriften herangezogen werden sollten. Für die Kollation der Handschriften empfahl Thiersch seinen Schüler Ludwig von Jan, der von 1827 bis 1829 die Handschriften in den Bibliotheken zu Florenz und Paris untersuchte; vom bayerischen Staat erhielt er eine geringfügige Entschädigung für die aufwändige Reise. Die Ergebnisse seiner Forschungsreise bildeten die Grundlage seiner Dissertation, mit der er am 16. März 1830 mit Auszeichnung zum Dr. phil. promoviert wurde.
Nach dem Studium arbeitete von Jan zunächst als Privatlehrer bei einem Onkel in Castell. Zum 2. Mai 1833 erhielt er eine Anstellung als Professor am Gymnasium Ludovicianum in Schweinfurt, das kurz zuvor neu organisiert worden war. In Schweinfurt lebte und wirkte er 29 Jahre lang. Im September 1834 heiratete er Johanna Kirch (1816–1895), die Tochter des Bürgermeisters, mit der er vier Söhne bekam: Karl (1836–1899, Philologe und Musikwissenschaftler), Friedrich (1839–1903, Jurist), Heinrich (1843–1867, Mediziner) und Gustav (1850–nach 1908, Stadtpfarrer in Landshut). Neben dem Unterricht engagierte sich von Jan auch in verschiedenen Vereinen: Im Revolutionsjahr 1848 gründete er mit Gleichgesinnten einen „deutschen Verein“, der konstitutionelle Absichten verfolgte, aber politisch wirkungslos blieb. In den folgenden Jahren führte die soziale Frage von Jan zu karitativer Arbeit. Nach dem Vorbild des Rauhen Hauses in Hamburg gründete von Jan 1851 einen „Hülfsverein“ für mittellose Kinder, der ein Waisenhaus mit eigener Schule einrichtete (das Haus Marienthal) und sich in der Armenpflege engagierte.
Neben seiner Tätigkeit am Gymnasium und seinem ehrenamtlichen Engagement verfolgte von Jan auch weiterhin wissenschaftliche Projekte. Auf den Versammlungen des Vereins deutscher Philologen und Schulmänner knüpfte er Kontakte mit anderen Forschern. Die Bayerische Akademie der Wissenschaften wählte ihn 1836 zum korrespondierenden Mitglied und ernannte ihn 1857 zum auswärtigen ordentlichen Mitglied. Im selben Jahr ernannte der Historische Verein für Unterfranken ihn zum Ehrenmitglied.
1862 erhielt von Jan das Angebot, als Nachfolger von Ludwig von Döderlein die Leitung des Gymnasiums in Erlangen zu übernehmen. Im November 1862 zog von Jan mit seiner Familie nach Erlangen und trat das Rektorat an. Von 1864 bis 1866 gab er außerdem zusammen mit Ludwig von Urlichs, Karl Bernhard Stark und Wilhelm von Bäumlein die kurzlebige Zeitschrift Eos heraus. Wie schon zuvor in Schweinfurt war er auch in Erlangen im Kirchenvorstand aktiv. Ein schwerer Schlag war der plötzliche Unfalltod seines dritten Sohnes Heinrich, der am 21. Juni 1867 in der Donau ertrank. Die folgenden Jahre waren für Ludwig von Jan von diesem Schicksalsschlag und gesundheitlichen Problemen überschattet. Er ließ sich mehrmals beurlauben, setzte aber seine berufliche und wissenschaftliche Tätigkeit fort. Am 11. April 1869 starb er im Alter von 61 Jahren.

## Wissenschaftliches Werk
Ludwig von Jan veröffentlichte Programmschriften und Studien zur Bedeutung des altsprachlichen Unterrichts am Gymnasium, zur Pädagogik und zur Bildungsgeschichte. Sein Forschungsschwerpunkt war aber die antike Literatur, vor allem die lateinische Prosa, aber auch die griechische Tragödie (Sophokles und Euripides). Von seinen Forschungen zu Plinius dem Älteren gelangte er auch zu Senecas Naturales quaestiones und zu den Schriften des Macrobius. Die Erklärung und textkritische Aufbereitung der naturwissenschaftlichen Schriften der Römer stellte von Jans Lebensaufgabe dar.
Die Ergebnisse seiner Handschriftenforschungen in Florenz und Paris (1827–1829) flossen zunächst in die kritische Plinius-Ausgabe von Julius Sillig (Leipzig 1831–1836), die jedoch auf einem unzureichenden handschriftlichen Fundament beruhte. 1831 entdeckte von Jan in Bamberg eine Handschrift, die seine zuvor (1830) geäußerte Vermutung bestätigte, dass der Text der Naturalis historia am Schluss verstümmelt sei. Der Codex Bambergensis (Msc. Class. 42*) zeigte in den letzten sechs Büchern einen vollständigeren Text, der viele Lücken in der sonstigen Überlieferung füllte. Von Jan veröffentlichte den Text dieser Handschrift mit einigen Verbesserungsvorschlägen in zwei Schulprogrammen (1834) sowie im Anhang zum fünften Band von Silligs Ausgabe (1836). 1839 veröffentlichte von Jan einige neue Kollationen und Verbesserungsvorschläge zu Senecas Naturales quaestiones und bereitete anschließend eine kritische Edition vor; er gab den Plan aber auf, als er von Sillig erfuhr, dass Karl Rudolf Fickert bereits an einer Edition arbeitete.
Auf Silligs Anregung geht von Jans kritische Ausgabe der Schriften des Macrobius zurück. Zur Edition dieses lange vernachlässigten Autors ließ sich von Jan auf beträchtliche eigene Kosten handschriftliches Material zukommen und erhielt sogar von der Bodleian Library in Oxford gegen eine hohe Kaution eine Handschrift als Leihgabe. Die 1848 und 1852 in zwei Bänden erschienene Edition bedeutete einen großen Fortschritt für die Textkritik und Erklärung dieses Autors und bildete die Grundlage späterer Edition, etwa der von Franz Eyssenhardt (1868, 2. Auflage 1893). Seine wissenschaftlichen Unterlagen und Materialien zur Macrobius-Edition schenkte von Jan der Schweinfurter Stadtbibliothek.
Über all diesen Projekten verlor von Jan jedoch nie sein Hauptanliegen aus den Augen, die Naturgeschichte des Plinius, zu der er ehrgeizige Projekte entwarf: Mit Unterstützung von Thiersch plante er einen umfangreichen Realienkommentar, für den Stuttgarter Verlag Krais & Hoffmann bereitete er eine deutsche Übersetzung vor und für den Teubner-Verlag eine neue kritische Edition, die die überholte Ausgabe von Sillig ersetzen sollte. Die ersteren Projekte konnte von Jan nicht verwirklichen, dafür aber die Edition: Von 1854 bis 1865 veröffentlichte er die sechs Bände seiner Plinius-Ausgabe. Von der überarbeiteten Fassung konnte er nur den ersten Band (1870) veröffentlichen. Nach seinem Tod übernahm Karl Mayhoff die Überarbeitung der Ausgabe; seine von 1875 bis 1909 erschienene Edition stellt bis heute die Grundlage der Beschäftigung mit der Naturgeschichte des Plinius dar.

## Schriften (Auswahl)
- Observationes aliquot criticae in C. Plinii Secundi Naturalis historiae libros. München 1830 (Dissertation)
- Lectiones Plinianae. Particula I: Inedita quaedam ad C. Plinii Secundi Naturalis historiae finem in supplementum addenda continens. Schweinfurt 1834 (Schulprogramm)
- Lectiones Plinianae. Particula II. Schweinfurt 1834 (Schulprogramm)
- Symbolae ad notitiam codicum atque emendationum epistolarum L. Annaei Senecae. Schweinfurt 1839 (Schulprogramm)
- Ansichten und Wünsche in Betreff der für die Königlich Bayerischen Studien-Anstalten vorgeschriebenen Ausgaben der alten Classicer. Schweinfurt 1845 (Schulprogramm)
- Macrobii Ambrosii Theodosii Opera quae supersunt. 2 Bände, Quedlinburg/Leipzig 1848–1852
- Anmerkungen zu Euripides’ Andromache zur Förderung einer gründlichen Vorbereitung. Schweinfurt 1850 (Schulprogramm)
- C. Plini Secundi Naturalis historiae libri XXXVII. Recognovit atque indicibus instruxit Ludovicus Ianus. 6 Bände, Leipzig 1854–1865
  - Neubearbeitung von Karl Mayhoff: C. Plini Secundi Naturalis historiae libri XXXVII. Leipzig 1875–1906; Neudruck Stuttgart 1967/70.
- Grundzüge eines Lehrbuchs der französischen Sprache nach Maßgabe der revidirten Ordnung der lateinischen Schulen und der Gymnasien im Königreiche Bayern. Schweinfurt 1855 (Schulprogramm)
- Anmerkungen zu Euripides’ Iphigenia in Taurien (nach dem Teubner’schen Text) zur Förderung einer gründlichen Vorbereitung. Schweinfurt 1860 (Schulprogramm)
- Anmerkungen zu Euripides’ Hippolytus zur Förderung einer gründlichen Vorbereitung. Schweinfurt 1861 (Schulprogramm)
- Das Erlanger Gymnasium vor und unter Döderlein’s Leitung. Erlangen 1864 (Schulprogramm)
- Ueber die Bedeutung des classischen Alterthums für die Gymnasialbildung. Erlangen 1867